# Nigel Smart
Nigel Paul Smart (* 22. Oktober 1967) ist ein britischer Mathematiker, der sich mit Zahlentheorie und Kryptographie beschäftigt.
Smart promovierte 1992 an der University of Kent bei John Merriman (Computer Solutions of Diophantine Equations). Er lehrte an der Universität Kent und war Professor an der Universität Bristol. Seit 2018 ist er Professor an der Katholischen Universität Löwen.
Er erhielt den Royal Society Wolfson Research Merit Award.
Er befasste sich mit Kryptographie mittels Elliptischer Kurven (ECC), über die er mit Ian Blake und Gadiel Seroussi ein Lehrbuch schrieb, in dem zum Beispiel der Schoof-Elkies-Atkins Algorithmus detailliert dargelegt ist. Er befasste sich mit dem Problem des diskreten Logarithmus auf elliptischen Kurven (ECDLP) und Anwendungen des Weil-Abstiegs (Weil Descent) von elliptischen Kurven in der Kryptographie. Der Weil-Abstieg ordnet den elliptischen Kurven über endlichen Körpern F gerader Charakteristik Abelsche Varietäten (Jacobi-Varietäten einer elliptischen Kurve über einem Unterkörper von F) zu. Gerhard Frey zeigte 1998, wie man damit das ECDLP angreifen kann (Weil Descent Attack), und Smart, Pierrick Gaudry und Florian Hess gaben einen expliziten Algorithmus an für hyperelliptische Kurven (Genus g größer oder gleich zwei) über Körpern gerader Charakteristik (GHS Attack). Smart zeigte aber auch, wie man diese kryptographischen Verfahren gegen solche Angriffe absichern kann.
1999 zeigte er (gleichzeitig mit anderen Autoren), dass das ECDLP effizient lösbar ist für elliptische Kurven E über endlichen Körpern von Primzahlcharakteristik p, falls die Anzahl der Punkte auf E gleich p ist.

## Schriften
- The algorithmic resolution of diophantine equations, London Mathematical Society Student Texts, Cambridge University Press 1998
- mit Ian Blake, Gadiel Seroussi: Elliptic Curves in Cryptography, London Mathematical Society Lecture Notes, Cambridge University Press 1999
- Cryptography - an introduction, McGraw Hill 2002 (auch ins Russische übersetzt), Online (3. Auflage; englisch)
- mit Blake, Seroussi (Herausgeber): Advances in Elliptic Curve Cryptography, London Mathematical Society Lecture Notes, Cambridge University Press 2004
- Herausgeber: Advances in Cryptology - Eurocrypt 2008, Springer, Lecture Notes in Computer Science Bd. 4925, 2008